# Čuvaština
Čuvaština (Чăвашла či Чӑваш чӗлхи, také Chovash, Chavash nebo Çuaş) je turkický jazyk rozšířený v západní části Uralu ve středním Rusku, původním jazykem Čuvašů a oficiálním jazykem Čuvašska. Používá jej přibližně milion lidí.
Čuvaština se nejčastěji zapisuje upravenou cyrilicí s přidanými znaky:
Ӑӑ, Ӗӗ, Ҫҫ, Ӳӳ

## Historie
Čuvaština se velmi odlišuje od ostatních turkických jazyků, není proto vzájemně srozumitelná s ostatními jazyky této skupiny. Její předek, středověký jazyk Povolžských Bulharů, se od ostatních turkických jazyků také odlišoval, takže byl obvykle klasifikován jako sesterský jazyk prototurkičtiny, nikoliv jako jazyk, jenž z ní vznikl.

## Dialekty
Čuvaština zahrnuje dva dialekty - vyšší či dialekt z vysočiny (viryal) a nižší či dialekt z nížiny (anatri). Literární jazyk je založen na dialektu z nížiny. Jak tatarština, tak ugrofinské jazyky, stejně jako ruština, marijština, arabština a perština, čuvaštinu ovlivnily a pochází z nich mnoho slov čuvašské slovní zásoby.

## Systém zápisu
Nejstarší systém zápisu turkických jazyků, známý jako orchonské písmo, vymizel po přechodu Volžských Bulharů k islámu. Později se používalo i arabské písmo, po invazi Mongolů do Volžského Bulharska psaná forma jazyka vymizela. Moderní čuvašská abeceda byla uvedena v roce 1873 Ivanem Jakovlevem, v roce 1938 byla upravena do dnešní formy.

### Současná forma
| А | Ӑ | Б | В | Г | Д | Е | Ё | Ӗ | Ж | З | И | Й | К | Л | М | Н | О | П | Р | С | Ҫ | Т | У | Ӳ | Ф | Х | Ц | Ч | Ш | Щ | Ъ | Ы | Ь | Э | Ю | Я |
| а | ӑ | б | в | г | д | е | ё | ӗ | ж | з | и | й | к | л | м | н | о | п | р | с | ҫ | т | у | ӳ | ф | х | ц | ч | ш | щ | ъ | ы | ь | э | ю | я |

### Před rokem1938
| а | е | ы | и/і | у | ӳ | ă | ě | й | в | к | л | љ | м | н | њ | п | р | р́ | с | ç | т | т̌ | ђ | х | ш |

## Příklady

### Číslovky
| Čuvašsky | Česky |
| пĕp      | jeden |
| иккĕ     | dva   |
| виҫҫĕ    | tři   |
| тăвaттă  | čtyři |
| пиллĕк   | pět   |
| yлттă    | šest  |
| ҫиччĕ    | sedm  |
| caккăp   | osm   |
| тaxxăp   | devět |
| вyннă    | deset |

## Užitečné fráze
| Čuvašsky            | Česky             |
| Салам!              | Ahoj!             |
| Тепре тӗл пуличчен! | Na shledanou!     |
| Ырӑ кун пултӑр!     | Dobré ráno!       |
| Ырӑ каҫ пултӑр!     | Dobrý večer!      |
| Тӗрӗс / Тӗрӗс мар   | Ano / Ne          |
| Тархасшӑн           | Prosím            |
| Тав!                | Děkuji!           |
| Пысӑк тав!          | Děkuji mnohokrát! |
| Каҫарӑр             | Promiň            |
| Сулахай / Сылтӑм    | Levý / Pravý      |

## Vzorový text
Otče náš (modlitba Páně):
Эй, Ҫӳлти Аттемӗр!
Санӑн яту хисеплентӗр;
Санӑн Патшалӑху килтӗр;
Санӑн ирӗкӳ ҫӗр ҫинче те ҫӳлти пекех пултӑр.
Паян пурӑнмалӑх ҫӑкӑр пар пире.
Эпир хамӑра парӑмлӑ пулнисене
каҫарнӑ пек, пирӗн парӑмсене каҫар пире.
Ҫылӑха ан кӗрт пире, усалтан хӑтар пире.
Амин.

### Všeobecná deklarace lidských práv
| čuvašsky    | Пур халӑх та уйрӑм пурӑнма пӗр тан праваллӑ. Ҫак правапа усӑ курса вӗсем хӑйсен политика статусне ирӗклӗн туса хураҫҫӗ, экономика, общество тата культура енӗпе ирӗклӗн аталанаҫҫӗ. Патшалӑхсен ҫак правӑна хисеплемелле, территори пӗр пӗтӗмлӗхӗн принципӗ унпа усӑ курма пӗр енлӗн чарса тӑракан чӑрмав пулмалла мар.   |
| transkripce | Pur halăh ta uyrăm purănma pĕr tan pravallă. Şak pravapa usă kursa vĕsem hăysen politika statusne irĕklĕn tusa huraşşĕ, ekonomika, obşçestvo tata kul’tura enĕpe irĕklĕn atalanaşşĕ. Patšalăhsen şak pravăna hiseplemelle, territori pĕr pĕtĕmlĕhĕn printsipĕ unpa usă kurma pĕr enlĕn çarsa tărakan çărmav pulmalla mar. |
| česky       | Všichni lidé se rodí svobodní a sobě rovní co do důstojnosti a práv. Jsou nadáni rozumem a svědomím a mají spolu jednat v duchu bratrství. |